# Spinigina quadrispinosa
Spinigina quadrispinosa är en insektsart som beskrevs av Dietrich och Dmitry A. Dmitriev 2006. Spinigina quadrispinosa ingår i släktet Spinigina och familjen dvärgstritar. Inga underarter finns listade i Catalogue of Life.